# The IT Crowd
The IT Crowd és una sèrie televisiva còmica anglesa escrita per Graham Linehan i produïda per Ash Atalla. Es va estrenar al Regne Unit el 3 de febrer de 2006 pel canal de televisió britànic Channel 4. Televisió de Catalunya la va emetre amb el nom d'Els informàtics
El títol de la sèrie es refereix al departament de Information Technology (en català TIC, Tecnologies de la Informació i la Comunicació). Per altra banda, també es pot tenir en compte la dita popular "dos són companyia, tres són multitud" ("Two is company and three is a crowd").
La sèrie es va filmar davant de públic, la primera a Teddington Studios i les següents a Pinewood Studios. Els primers dos episodis es van poder baixar del web set dies abans que fos emès per la televisió, però només la gent de Regne Unit amb Windows Media Video es podia baixar els capítols, ja que tenien DRM. Això va causar un avalot a Internet. La tercera temporada, també formada per sis capítols, es va estrenar el divendres 21 de novembre de 2008. La quarta temporada es va fer esperar però finalment es va estrenar el 25 de juny de 2010. Tot i que la cinquena temporada aprovada pel canal, el creador Graham Linehan va anunciar el 20 d'octubre de 2011 que finalment no la realitzarien i només rodarien un capítol especial pel 2012.
La sèrie està doblada al català i amb el títol traduït com Els informàtics. Fou emesa a Catalunya a partir del dia 16 de febrer de 2011 al Canal 3XL.

## Sinopsi
L'acció es desenvolupa en les oficines d'Indústries Reynholm, una corporació anglesa fictícia amb seu central situada a Londres. L'empresa té unes instal·lacions i un ambient de treball idíl·lics que contrasten amb el departament de tecnologies de la informació i la comunicació (TIC), situat al soterrani, brut i desordenat.
En Roy i en Moss són els dos tècnics que treballen en el departament, titllats de ser socialment ineptes i força geeks. Menyspreen la companyia i la resta de companys per dependre dels seus coneixements tècnics i, a la vegada, aquests també els menyspreen per ser tan estranys. En Roy té gran experiència en el món de la informàtica d'empresa i ha desenvolupat un mètode per tancar la majoria d'incidències tècniques a l'instant i així no haver de treballar gaire. En Moss té amplis coneixements sobre qüestions tècniques, però les seves explicacions són massa exactes i indesxifrables per gent que no hi entén, de manera l'ajuda que dona és ineficaç.
La Jen és la nova incorporació al departament però amb aptituds totalment contràries als d'en Roy i en Moss, molt sociable però sense cap mena de coneixement informàtic, encara que ho posi al seu currículum. El cap de la corporació l'ha contractada per encapçalar el departament de servei a l'usuari. Després del primer dia de treball, queda demostrat que no cap mena de coneixement per treballar en el departament d'informàtica, però la seva presència es fa necessària per reconduir les relacions del departament amb la resta de treballadors de l'empresa.
Es poden veure els problemes que tenen els dos informàtics per relacionar-se amb la gent i les tècniques que utilitza la Jen perquè el departament estigui més ben considerat dins l'empresa, tot i que la majoria de vegades acaben fracassant i la Jen apareix en situacions ridícules com la resta de l'equip.

## Personatges

### Principals
- Roy Trenneman (Chris O'Dowd). És un apalancat, li agrada bastant vagar i no s'esforça gens per realitzar la seva feina encara que està perfectament capacitat per fer-la correctament. És irlandès i treballa d'enginyer al departament de TIC a la corporació Indústries Reynholm. Es passa la majoria del temps menjant porqueries (pizza o pastissos) i llegint còmics, als quals és un gran aficionat. En cada episodi vesteix una samarreta força geek. Té molta experiència dins l'empresa però menysté la resta de treballadors perquè no saben solucionar petits problemes que tenen amb els ordinadors, el molesten i no pot continuar amb les seves aficions, tot i que està en hores de feina. Ha creat un mètode per poder tancar ràpidament la majoria d'incidències tècniques que li arriben (segons ell un 90%) mitjançant dues preguntes que fa als usuaris que el truquen: "Has provat d'apagar i engegar l'ordinador?" i "Estàs segur que l'ordinador està endollat?". Disposa d'un magnetòfon on té gravades aquestes frases, així, a vegades hi connecta l'auricular del telèfon per tal d'estalviar-se parlar amb els usuaris. Abans d'entrar a l'empresa havia treballat de cambrer. Sovint intenta atraure les dones amb un mètode molt particular encara que rarament funciona. No té tants coneixements com el seu company Moss però és més sociable.

- Maurice Moss (Richard Ayoade). Noi de 32 anys, és l'estereotip de nerd informàtic, molt intel·ligent, fascinat pel coneixement científic però força maldestre, aïllat i asocial. Viu amb la seva mare i concerta cites via internet. Té grans coneixements de química i enginyeria elèctrica que li permeten arreglar i modificar aparells electrònics, i dissenyar nous invents, encara que no sempre acaben funcionant correctament. Els seus comentaris són detallats i exactes però no sap adaptar-los a la persona a qui es dirigeix, ja que pensa que tothom entén el que diu.

- Jen Barber (Katherine Parkinson). És la nova responsable del departament de TIC de l'empresa, contractada de forma accidental, ja que no té cap tipus d'experiència ni coneixement d'informàtica ni tecnologies. Ràpidament s'adapta el càrrec a responsable de relacions humanes, és a dir, a fer d'intermediari entre els informàtics i la resta de companys de l'empresa. Admet que és propensa a dir mentides per tal d'aconseguir els seus objectius, tal com demostra el seu nou càrrec. Va deixar de fumar fa tres anys, però en el funeral d'en Denholm es torna a enganxar. Condueix un Ford Ka de color vermell.

### Secundaris
- Douglas Reynholm (Matt Berry). És el fill d'en Denholm. El personatge apareix en la segona temporada i des de llavors és recurrent. Representa que estava desaparegut i, sobtadament, es presenta a l'enterrament del seu pare heretant tota l'empresa i convertint-se en el nou director d'Indústries Reynholm. Parla de forma dramàtica i té un caràcter força extravertit. Va intentar flirtejar amb la Jen en el funeral del seu propi pare i té judicis pendents per assetjament sexual.

- Denholm Reynholm (Chris Morris). És el director d'Indústries Reynholm. El seu personatge es tracta d'una paròdia sobre un directiu modern, sempre disposat a innovar, proposant noves i generalment ridícules iniciatives per tal de millorar la productivitat. Algunes d'aquestes propostes són els lavabos mixtos o seminaris per combatre l'estrès. Es distreu amb facilitat i posa poca atenció a la gent amb qui conversa. Té mètodes molt particulars per contractar gent i dirigir l'empresa. S'acaba suïcidant tirant-se per la finestra de la sala de juntes després d'assabentar-se que la policia està investigant un escàndol sobre uns comptes fraudulents de l'empresa. El personatge va ser recurrent durant la primera temporada fins a la seva desaparició.

- Richmond Avenal (Noel Fielding). És un noi molt estrany, d'estètica gòtica, que té molta devoció pel grup de black metal Cradle of Filth. Havia estat el sots-director de l'empresa però convertir-se en gòtic va ser la seva perdició i va ser relegat a treballar al departament de TIC. Treballa a la sala a part, ignorat per la resta de companys del departament, s'encarrega de controlar els servidors però no hi entén. La seva interpretació és una al·lusió als personatges de Dràcula que va realitzar Bela Lugosi als anys 30 i d'Eduardo Manostijeras, té por a la llum i sovint es queda quiet mirant al buit.

## Episodis
Les quatre temporades consten de sis episodis i van ser emeses en poc més d'un mes cada una. La primera acaba amb un "To be continued" però la segona temporada ignora totalment aquest fil.

### Extres
- Cut Scenes
- Behind The IT Crowd
- Hidden Out-takes 2
- Hello friend
- Do it yourself

## Altres emissions[calcitació]
| País                                        | Data d'estrena         | Canal                         | Títol traduït                      |
| ------------------------------------------- | ---------------------- | ----------------------------- | ---------------------------------- |
| Regne Unit                                  | 3 de febrer de 2006    | Channel 4                     | -                                  |
| Gal·les                                     | 10 de febrer de 2006   | S4C                           | -                                  |
| Austràlia                                   | setembre 2006          | ABC1                          | -                                  |
| Polònia                                     | octubre de 2006        | Comedy Central TVP2           | Technicy Magicy                    |
| Nova Zelanda                                | 2007                   | TV ONE                        | -                                  |
| Llatinoamèrica                              | 12 de juny de 2007     | Sony Entertainment Television | -                                  |
| Canadà                                      | 16 de juliol de 2007   | G4 Canada                     | -                                  |
| França                                      | 14 de novembre de 2007 | Canal+                        | -                                  |
| Espanya                                     | 24 de novembre de 2007 | Canal+                        | Los informáticos                   |
| Hongria                                     | 2007                   | Cool Tv                       | -                                  |
| Alemanya                                    | 4 de gener de 2008     | Sat.1                         | Das iTeam - Die Jungs and der Maus |
| Txèquia · Eslovàquia                        | 6 de gener de 2008     | HBO                           | Partička IT                        |
| Índia                                       | 27 de maig de 2008     | STAR World                    | -                                  |
| Islàndia                                    | juny de 2008           | SkjárEinn                     | -                                  |
| Bulgària                                    | 30 de juliol de 2008   | GTV Bulgaria                  | Компютърджии                       |
| Finlàndia                                   | abril de 2009          | Yle TV2                       | -                                  |
| Dinamarca                                   |                        | TV2 Zulu                      | -                                  |
| Estats Units                                |                        | IFC                           | -                                  |
| Malàisia · Filipines · Singapur · Tailàndia |                        | Star World                    | -                                  |
| Israel                                      |                        | Channel 23                    | -                                  |
| Japó                                        |                        | WOWOW                         | -                                  |
| Noruega                                     |                        | TV 2                          | -                                  |
| Països Baixos                               |                        | Comedy Central                | -                                  |
| Suècia                                      |                        | TV4 Komedi                    | -                                  |
| Turquia                                     |                        | Show Plus                     | -                                  |
| Catalunya                                   | 16 de febrer del 2011  | TVC (Canal 3XL)               | Els informàtics                    |

## Altres versions
- La cadena estatunidenca NBC va filmar un episodi pilot per fer una versió americana que es va emetre el 16 de febrer de 2007.[3] Els actors principals eren Jessica St. Clair, Joel McHale i Richard Ayoade que repetia el mateix paper que la versió anglesa.[4] L'emissió no va tenir èxit i en principi no es continuarà endavant amb el projecte.[5]

- Una versió alemanya va ser produïda durant el juny de 2007 amb els protagonistes Sky du Mont, Sebastian Münster, Stefan Puntigam i Britta Horn.[6] El 4 de gener de 2008 es va estrenar amb el nom Das iTeam - Die Jungs and der Maus. Abans de l'estrena, l'adaptació va rebre multitud de crítiques a internet per la mala qualitat de direcció i traducció, i la sèrie fou finalment cancel·lada després del segon episodi degut a la baixa audiència.[7]

## DVD

### Primera temporada
La primera temporada va sortir a la venda al Regne Unit el 13 de novembre de 2006 amb el títol "The IT Crowd – Version 1.0" editat per Entertain Video Ltd. Els menús del DVD estan fets de forma que semblin un videojoc de ZX Spectrum. Així, es pot veure una paròdia on caricatures dels personatges de la sèrie són protagonistes de videojocs clàssics del gènere aventures isomètriques, com "Knigth Lore" o "Head Over Heels". El DVD també inclou un curtmetratge escrit i dirigit pel mateix creador de la sèrie Graham Linehan anomenat "Hello Friend".
També es va vendre a Austràlia a partir del 6 de desembre de 2006. Als Estats Units estava programada pel 4 de setembre de 2007, però un mes abans es va anunciar la versió americana, i finalment va ser posposada fins al 18 de febrer de 2008. Tot i així, avui dia encara no ha sortit a la venda ni s'ha anunciat una nova data.

### Segona temporada
La segona temporada va sortir a la venda l'1 d'octubre de 2007 amb el títol "The IT Crowd – Version 2.0" en una recopilació juntament amb la primera temporada. Inicialment es volia fer el llançament sense la codificació per regions però finalment no va ser possible. Mentre els menús de la primera temporada parodiaven els videojocs de 8 bits, aquests parodien les de 16 bits. Apareixen referències als videojocs "Zero Wing", "Mortal Kombat", "Tetris" i "Lemmings". A més, el DVD disposa de gran quantitat d'extres amagades.

### Tercera temporada
Un DVD amb els sis capítols de la tercera temporada i un pack amb les tres temporades foren llançats al Regne Unit el 16 de març de 2009. Com els anteriors, la interfície i els menús estaven basats en diferents videojocs com Grow Cube o Doeo.

### Quarta temporada
El DVD es va publicar al Regne Unit el 27 de setembre de 2010 i també es va publicar una caixa amb les quatre temporades.